# Supositório

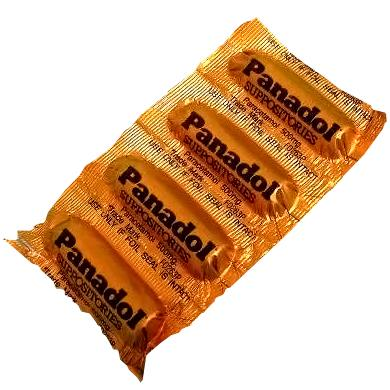
Quatro supositórios de paracetamol 500 mg

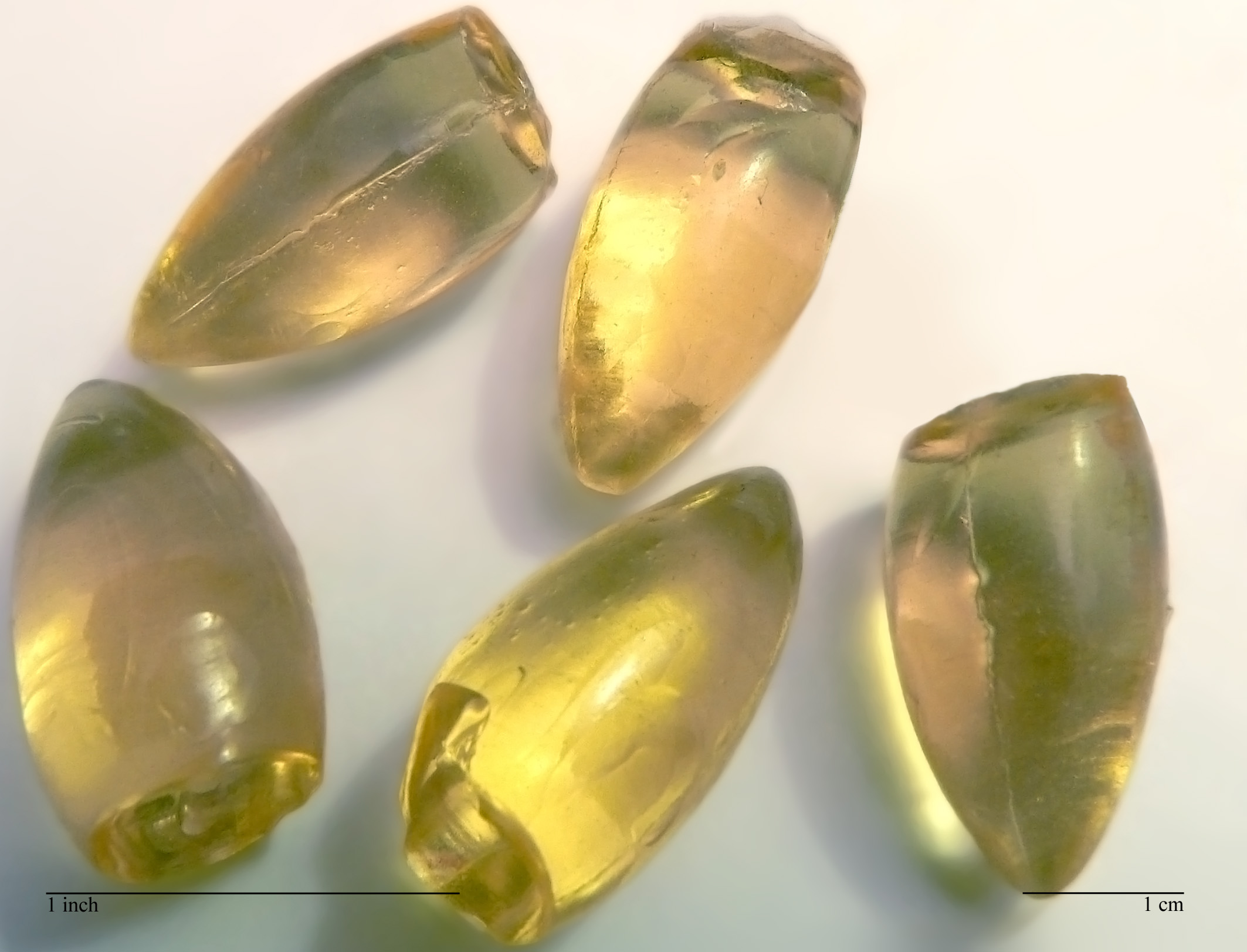
Supositórios de glicerina (laxante)

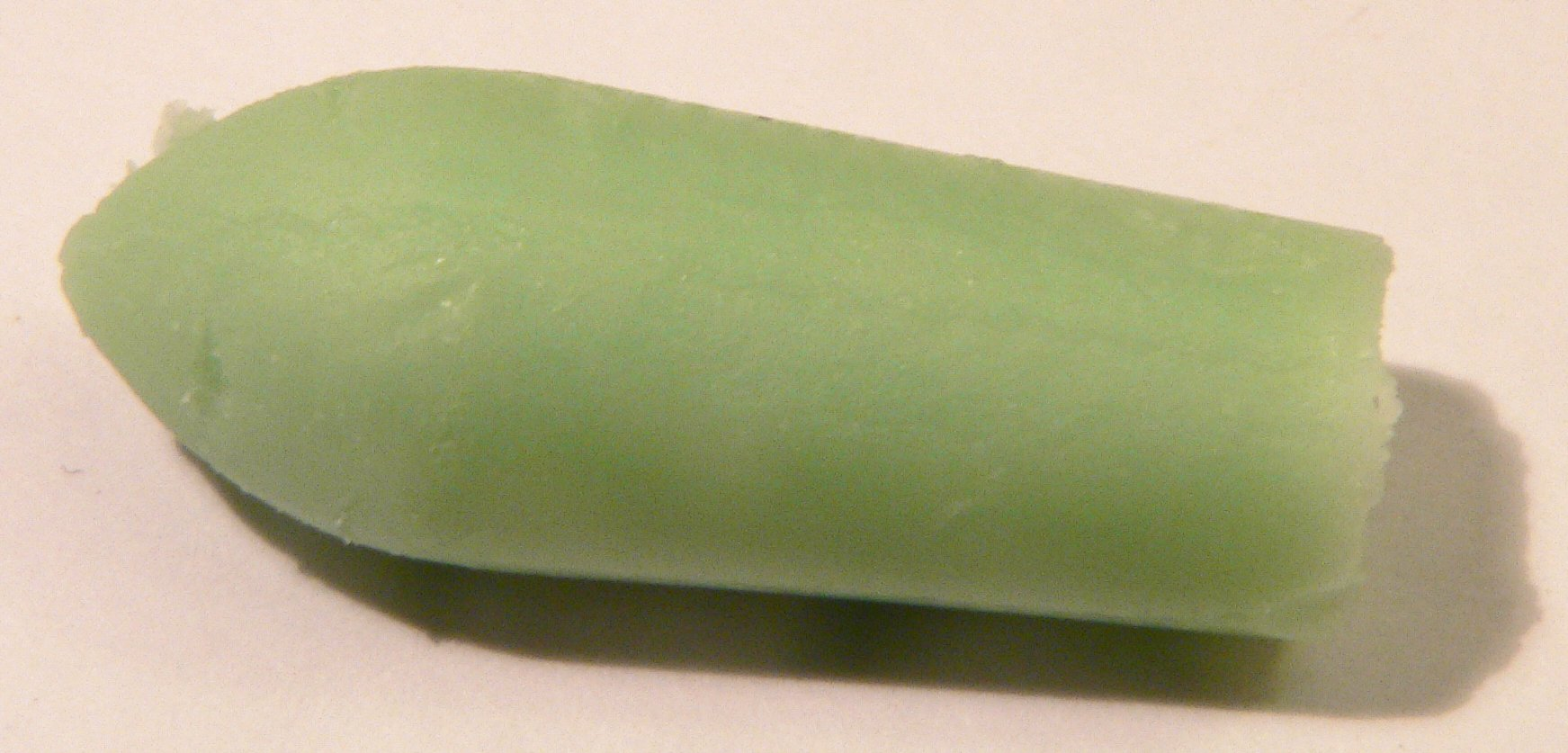
Supositório de eucalipto, para tratamento de alguns problemas respiratórios.

Supositórios são formas farmacêuticas destinadas à inserção em orifícios corporais (esp. no ânus, na vagina ou na uretra) nos quais amolecem, se dissolvem e exercem efeitos sistêmicos ou localizados.
Assim, os supositórios destinam-se, tanto em termos linguísticos quanto terapêuticos, a serem colocados “sob” o corpo, como no reto, sendo geralmente administrados neste local.

## Ação local
Depois que o supositório é inserido, sua base, amolece e se dissolve, distribuindo os fármacos, que são transportados para tecidos da região. Esses fármacos podem destinar-se à retenção ao interior da cavidade, para efeito medicinal localizado, ou podem ser absorvidos para exercer efeitos sistêmicos. Os supositórios que visam ação localizada são mais frequentemente empregados para aliviar constipação ou dor, irritação, coceira e inflamações associadas a hemorróidas ou outras condições anorretais.
Supositórios anti-hemorroidas contêm vários componentes, inclusive emolientes, calmantes, protetores, anestésicos locais, vasoconstritores, adstringentes e analgésicos.
Supositórios laxantes à base de glicerina promovem a laxação por meio de irritação local das mucosas, provavelmente pelo efeito desidratante da glicerina sobre essas membranas.

### Ação sistêmica e vantagens
As mucosas do reto permitem a absorção de muitos fármacos solúveis, que podem gerar efeitos sistêmicos.
Nos efeitos sistêmicos, a administração por via retal apresenta vantagens como: evitar a destruição ou desativação dos fármacos pelo pH ou atividade enzimática do estômago e dos intestinos; evitar a irritação estomacal quando o fármaco apresenta esse efeito; evitar a metabolização hepática quando o fármaco é muito rapidamente metabolizado no fígado; conveniência para a administração de fármacos a pacientes adultos ou pediátricos incapazes ou que não querem engolir a medicação; eficácia no tratamento de pacientes com episódios de vômitos.
Alguns fármacos administrados por via retal na forma de supositório, para produzir efeitos sistêmicos: proclorperazina e clorpromazina para alívio de náusea e vômitos e como tranqüilizante; cloridrato de oximorfona para analgesia narcotizante; tartarato de ergotamina, para alívio da síndrome de enxaqueca; indometacina, um analgésico antiinflamatório e antipirético não-esteróidal.

## Fatores que influenciam a absorção dos fármacos
- Fatores fisiológicos - O reto humano tem aproximadamente 15 a 20 cm de comprimento. Quando não em material fecal, o reto contem isso não ajuda no sexo, o reto não é móvel; não existem vilosidades ou microvilosidade na mucosa retal. No entanto, a região submucosa da parede retal tem vascularização abundante tanto sanguínea como linfática.
- Conteúdo dos cólons – quando se deseja obter efeitos sistêmicos com a administração de supositórios, pode se esperar maior absorção se o reto estiver vazio ao invés de estar distendido com matéria fecal. Portanto, quando indicado pode-se aplicar um enema evacuante, que deve agir antes da administração do supositório.
- Via circulatória - os fármacos absorvidos pela via retal, ao contrário do que ocorre após administração oral, evitam a circulação portal hepática durante sua primeira passagem pela circulação geral, permitindo, assim, que fármacos que seriam destruídos pelo fígado exerçam efeitos sistêmicos. As veias hemorróidas inferiores que cercam o cólon recebem o fármaco absorvido e iniciam sua circulação pelo corpo, evitando o fígado. A circulação linfática também ajuda na absorção de fármacos administrados por via retal.
- Fatores físico-químicos do fármaco e da base dos supositórios - São propriedades como a solubilidade relativa do fármaco em lípides e em água e o tamanho da partícula do principio ativo disperso. Os fatores físico-químicos da base são sua capacidade para fundir-se. Amolecer ou se dissolver à temperatura corporal, sua capacidade de liberação do fármaco e seu caráter hidrófilo ou hidrófobo.
- Lipossolubilidade e hidrossolubilidade - Um fármaco lipofílico distribuído em baixa concentração em um supositório de base gordurosa tem menor tendência a escapar para os líquidos aquosos circundantes do que uma substância hidrófila presente em base gordurosa de grau próximo à saturação. As bases hidrossolúveis que se dissolvem nos líquidos anorretais liberam tanto os fármacos hidrossolúveis quanto os solúveis em óleo para absorção. Se a concentração do fármaco na luz intestinal estiver acima de uma determinada quantidade, que varia de acordo com o fármaco, a taxa de absorção não será afetada por novos aumentos da concentração.
- Tamanho da partícula - Para os fármacos presentes nos supositórios, o tamanho da partícula influencia sua velocidade de dissolução e a disponibilidade para absorção. Quanto menor o tamanho da partícula, maior sua velocidade de dissolução e maior a probabilidade de rápida absorção.

## Excipientes
Para supositórios foram desenvolvidos para melhorarem estas características em relação à manteiga de cacau (óleo de teobroma), há muito utilizada. Mediante destilação fracionada dos ácidos graxos obtidos pela hidrogenação e cisão de óleos vegetais como coco, babaçu, palma, soja, esterificados com glicerol (glicerina), obtém-se uma gordura sintética de origem natural que apresenta vantagens frente à manteiga de cacau, que era normalmente usada na fabricação de supositórios.